# Auge (Heraldik)

Ein Auge im Wappen von Erbstetten

Augenpaar im Wappen von Leidenborn

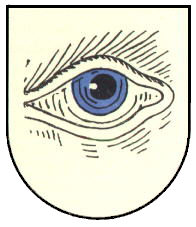
Menschliches Auge in Au am Rhein (früheres Wappen)

Das Auge ist in der Heraldik eine gemeine Figur und ist nicht häufig in Wappen anzutreffen.
Dargestellt wird ein Auge in Anlehnung an die Natur, da eine heraldische Durchdringung nur sparsam erfolgte. Es unterscheidet sich vom Gottesauge durch die einfache Darstellung ohne Dreieck und Nimbus. Das Auge kann auch im Wappen in der Anzahl bis zu zwei oder drei Stück sein. Eine größere Anzahl ist selten. Die Wappenfigur wird mit Augapfel und stilisiert auch mit Wimpern und Augenlider dargestellt. Abweichungen (Facettenaugen) sind in der Wappenbeschreibung zu erwähnen.
In der Blasonierung spielt das Auge eine besondere Rolle. So wird bei Tieren mit auffällig  gefärbten (z. B.: Gold, Rot, Silber,…) Augen die „Farbe“ mit (Gold, Rot, Silber…) geaugt beschrieben.
Die Augen auf den Schwanzfedern vom Pfau sind nach Möglichkeit in Anzahl und Farbe in der Blasonierung zu erwähnen, zumal diese Federn oft als Schmuck im Oberwappen gesteckt werden.
Das Auge ist auch bestimmend: Der Löwe zeigt immer nur ein Auge, der Leopard zwei. Zeigt der Löwe auch zwei Augen, wird er als leopardierender Löwe angesprochen.